# Maximianus von Ravenna

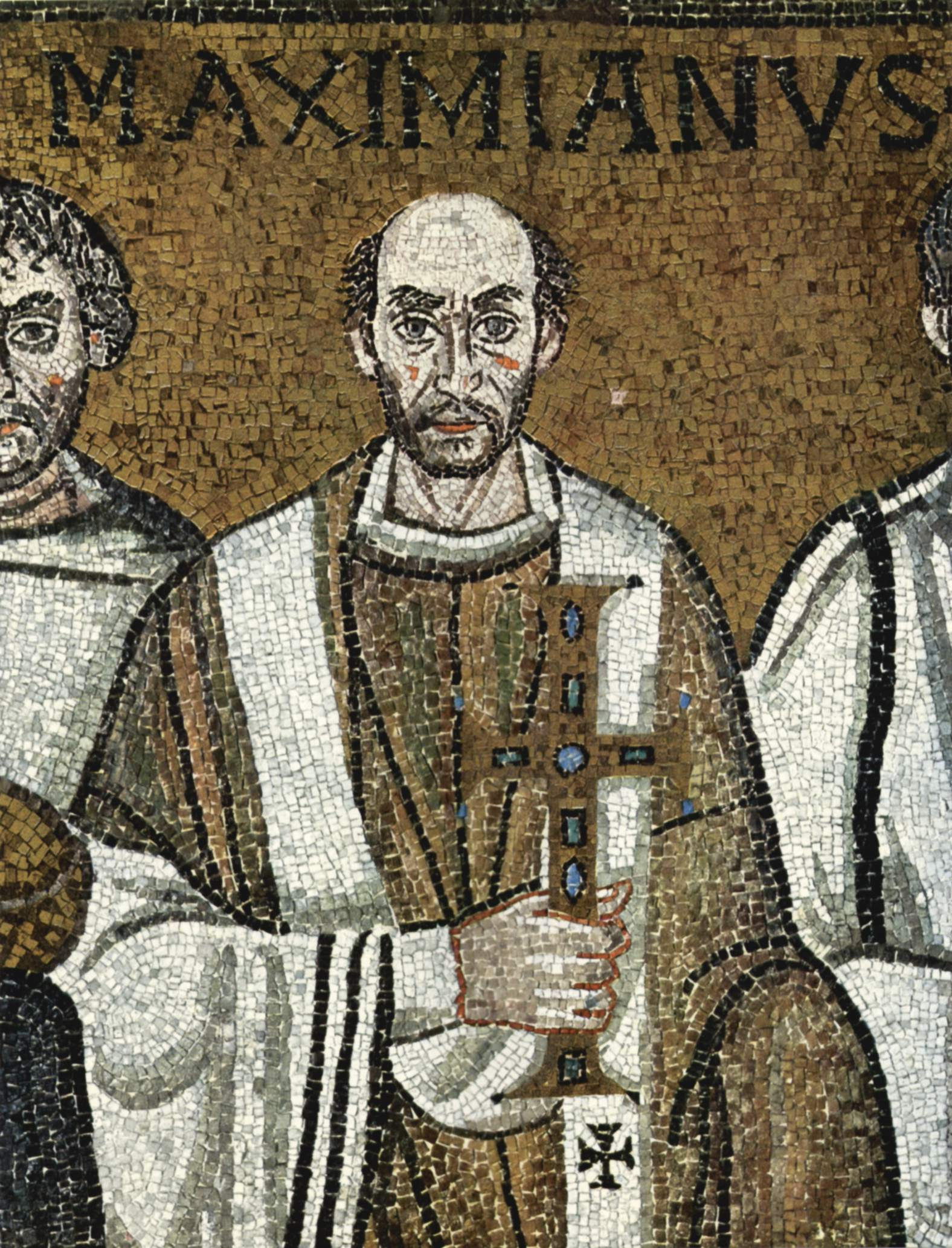
Maximianus von Ravenna, dargestellt im Kaisermosaik in San Vitale

Maximianus von Ravenna (* 498 in Pola, dem heutigen Pula in Kroatien; † 21. (oder 22.) Februar 556 in Ravenna, Italien) war der erste Erzbischof von Ravenna und erlangte Anerkennung und Nachruhm als großer Förderer kirchlicher Bautätigkeiten sowie als Vertrauter Kaiser Justinians I.

## Leben
Wichtigste Quelle hierfür ist der ravennatische Historiker Andreas Agnellus (* um 805; † nach 846) mit seinem Werk Liber Pontificalis Ecclesiae Ravennatis. Maximianus wurde in Pola, in der gleichnamigen römischen Colonia Pola an der Adria geboren. Dort wurde er zunächst Diakon. Durch einen Schatzfund gelangte er zu Reichtum, den er zeit seines Lebens für umfangreiche Kirchenbauten und -ausschmückungen verwandte. Eine Kirche zur Ehre der Gottesmutter, Santa Maria Formosa in Pola, war das erste dieser Bauprojekte. Agnellus berichtet weiterhin, dass er einen Teil des Schatzes Kaiser Justinian schenkte, der daraufhin auf ihn aufmerksam wurde.
Maximianus reiste über Alexandria nach Konstantinopel, wo er die Gunst Kaiser Justinians erlangte. Mit dessen Unterstützung und Einfluss empfing Maximianus am 14. Oktober 546 in Patras die Bischofsweihe von Papst Vigilius. Er erhielt das Pallium und wurde Erzbischof von Ravenna.
Unter seinen Tätigkeiten in Ravenna traten die Verbesserung der Ausbildung des Klerus, sein Beitrag zur Vermehrung des Grundbesitzes der Kirche (durch den Erwerb beispielsweise des Istrischen Waldes) und vor allem die Förderung kirchlicher Bautätigkeiten hervor. Er war beteiligt am Bau der Kirche Sant’Apollinare in Classe und der Basilika Santo Stefano in Ravenna. Die Kirche von San Vitale in Ravenna wurde durch Maximianus fertiggestellt und 547 eingeweiht. Daneben ließ er weitere Kirchen renovieren, erweitern oder prächtiger ausschmücken. Die wegen ihrer Elfenbeinschnitzereien bedeutende Kathedra des Doms von Ravenna gilt als der Bischofsstuhl Maximians, sie zeigt sein Monogramm. Diese Maximianskathedra befindet sich heute im Museo arcivescovile in Ravenna.

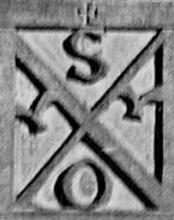
Monogramm des Maximianus an der Elfenbeinkathedra

Weiterhin ließ Maximian – nach Agnellus – zahlreiche Reliquien von Heiligen nach Ravenna verbringen, darunter die Gebeine des legendären ersten Bischofs von Ravenna, des heiligen Apollinaris.
Maximianus betätigte sich auch als Historiker und verfasste eine Chronik. Von dieser ist mit Ausnahme zweier Zitate bei Andreas Agnellus, der diese benutzt zu haben scheint, nichts erhalten geblieben.